# 글렌 머레이
글렌 머레이(영어: Glenn Murray, 1983년 9월 25일 ~ )는 잉글랜드의 은퇴한 축구 선수이며 2011년부터 2015년까지 크리스털 팰리스의 공격수로 활약하였으며 2015년 8월 7일 본머스로 이적하였다. 이적료는 400만 파운드였으며, 3년 계약을 맺었다.
2012-13 시즌 팰리스 소속으로 리그 42경기 출장 30골을 넣어 풋볼 리그 챔피언십 득점왕을 차지했다.